# Cimetière ancien de Manosque
Le cimetière ancien de Manosque, ou cimetière communal, est l'un des deux cimetières de la ville de Manosque dans les Alpes-de-Haute-Provence, l'autre étant le cimetière du Grand-Vallon. Il est connu pour abriter le tombeau de l'écrivain Jean Giono,.

## Histoire et description
Le cimetière ancien de Manosque est un grand cimetière bien entretenu au patrimoine artistique parfois intéressant avec ses chapelles familiales et ses tombes de pierre calcaire blonde typiques de la Provence. On remarque aussi une certaine influence italienne par des tombes ouvragées conçues par des artisans locaux influencés par le goût transalpin, dans le choix des motifs et de la statuaire. On note aussi les noms d'origine italienne bien présents dans ce cimetière. Quelques tombes de la fin du XIXe siècle se distinguent par leur originalité, comme celle du sous-officier Antonini représentant une tour crénelée avec en haut un tas de boulets de canon en pierre ; ou encore le tombeau Coupeau et Robert en forme de tour avec une pendule où l'on peut lire : « l’heure fatale, sombre, à tour de rôle, sonne pour tout le monde ». Celle de la famille Maillard est en forme d'obélisque.
La tombe de Jean Giono, quant à elle, porte l'épitaphe: « Où je vais personne ne va, personne n’est jamais allé, personne n’ira. J’y vais seul, le pays est vierge, et il s’efface derrière mes pas ». Il repose aux côtés de sa veuve Élise morte en 1997 à l'âge de 101 ans.
Le cimetière est ombragé par des arbres et présente par endroits des pelouses, toujours bien entretenues.

## Personnalités inhumées
- Jean Giono (1895-1970), écrivain et réalisateur, chantre de la Provence